# Tiobli
Tiobli este o comună din regiunea Cavally, Coasta de Fildeș.